# Cédric Doumbé
Cédric Doumbé (Douala, 30 de agosto de 1992) es un ex-kickboxer y artista marcial mixto francés nacido en Camerún. Actualmente lucha en la división de peso welter de la Professional Fighters League (PFL).
En kickboxing, es un ex dos veces campeón de peso welter de GLORY. Doumbé fue clasificado como el peso welter número 1 del mundo durante varios años por Combat Press. En 2016 fue nombrado Luchador del Año por Combat Press y Liver Kick.

## Primeros años
Nacido en Douala, Camerún, Doumbé se mudó a Francia con su familia a la edad de 9 años. Él y su hermana fueron criados por su madre viuda ya que su padre murió en un accidente automovilístico cuando Cédric era apenas un bebé. En su adolescencia, Cédric descubrió el kickboxing de contacto completo y comenzó a entrenar. Estudió psicología, pero abandonó la universidad para seguir una carrera en el kickboxing.

## Carrera como kickboxer

### GLORY
Doumbé tuvo su primera pelea con Glory en 2015, durante Glory 22: Lille, cuando estaba programado para pelear contra Yoann Kongolo como reemplazo a corto plazo de Karim Ghajji. Kongolo ganó por decisión unánime. La segunda pelea de Doumbé con Glory fue más exitosa, ya que logró una victoria por decisión unánime sobre Murthel Groenhart.
En diciembre de 2016, se enfrentó a Nieky Holzken por el título de peso welter de Glory. Doumbe entró en la pelea como un desvalido. Ganó la pelea por decisión dividida y se convirtió en el primer campeón francés en la historia de Glory.
Doumbé hizo la primera defensa exitosa de su título de peso welter Glory en Glory 39 el 25 de marzo de 2017 en Bruselas. Derrotó a Yoann Kongolo por decisión unánime.
Hizo su segunda defensa del título contra Nieky Holzken durante Glory 42: Paris. Doumbé entró en la pelea como favorito para defender el título y defendió con éxito el título por decisión dividida.
Su tercera defensa del título se produjo durante Glory 44: Chicago. Doumbé sufrió una derrota por decisión dividida ante Murthel Groenhart.
Después de sufrir la derrota ante Groenhart, Doumbé tuvo una racha de 4-1. Durante esto, derrotó a Yohan Lidon, Thongchai Sitsongpeenong, Alan Scheinson, y Jimmy Vienot. Su única derrota durante esta carrera fue por decisión dividida ante Alim Nabiev.
Esta carrera le valió la oportunidad de luchar por el título de peso welter, que en ese momento estaba en manos de Harut Grigorian. Doumbé ganó la pelea por nocaut técnico, luego de derribar tres veces a su oponente en el segundo asalto.
Su primera defensa del título del segundo reinado fue una revancha contra Alim Nabiev. Doumbé ganó la pelea por nocaut cruzado con la derecha en el segundo asalto.
Doumbé estaba programado para pelear contra Murthel Groenhart por tercera vez durante Glory 70: Lyon. Doumbé se vio obligado a retirarse de la pelea, ya que sufrió una lesión en el codo. La trilogía se reprogramó para Glory 76, pero el evento se canceló más tarde debido a la pandemia de COVID-19. La pelea se programó por tercera vez, para el evento Glory 76 el 7 de noviembre de 2020. La pelea fracasó una vez más, ya que el peleador del evento principal Badr Hari contrajo el virus y debido a un bloqueo parcial impuesto por el gobierno neerlandés. La pelea fue reprogramada para el 19 de diciembre. Groenhart se vio obligado a retirarse de la pelea, debido a una lesión,y fue reemplazado por Karim Ghajji. Ganó la pelea por nocaut técnico en el tercer asalto.
La trilogía con Groenhart fue reprogramada para Glory 77. Doumbé ganó la pelea por nocaut en el segundo asalto, deteniendo a Groenhart con un volado de derecha.
El 3 de octubre de 2021, Doumbé anunció su retiro del kickboxing y de paso su transición al MMA. Posteriormente, Glory declaró oficialmente vacante el título de peso welter el 16 de noviembre de ese año.

## Carrera como artista marcial mixto

### Superkombat Fighting Championship
En octubre de 2021, Eduard Irimia anunció que Superkombat Fighting Championship firmó un contrato con Doumbé. Haría su debut promocional en Superkombat Universe el 1 de noviembre de 2021 contra Arbi Emiev en el evento principal. Doumbé ganó la pelea por nocaut técnico en el primer asalto. Doumbé won the fight by a first-round technical knockout.
Se esperaba que Doumbé se enfrentara a Patrick Spirk en MMAGP el 9 de julio de 2022. No obstante, Spirk se retiró por razones no reveladas el 5 de julio y fue reemplazado por Idriss M'roivili. El mismo M'roivili se retiró de la pelea el 7 de julio, luego de dar positivo por COVID-19, y fue reemplazado por Chai Title. Ganó la pelea por nocaut técnico en el segundo asalto.

### Ultimate Fighting Championship
Doumbé estaba programado para enfrentar a Darian Weeks en UFC Fight Night 209 el 3 de septiembre de 2022. Sin embargo, la pelea se canceló después de que la Federación Francesa de MMA (FMMAF) no sancionara la pelea según las reglas de la comisión que los peleadores con menos de diez profesionales. los combates no deben tener más de cuatro peleas de diferencia entre ellos. Más tarde, en una entrevista con Ariel Helwani, Doumbé reveló que la resonancia magnética de su cabeza indicó sangre en su cerebro, que fue la otra razón principal por la que se canceló la pelea. Posteriormente, también fue liberado de su contrato con UFC.

### Professional Fighters League
Tras un par de meses compitiendo en promociones regionales francesas, el 10 de mayo de 2023 se anunció que Doumbé había firmado un contrato de dos años con la Professional Fighters League (PFL), luego de recibir ofertas de varias organizaciones importantes, incluida la propia UFC.
Doumbé está programado para hacer su debut promocional contra Jarrah Al-Silawi el 23 de junio de 2023 en PFL 6. Sin embargo, Doumbë tuvo que retirarse de la pelea debido a una lesión en la muñeca y fue reemplazado por Zach Juusola.
Finalmente el 30 de septiembre de 2023 hizo su debut en PFL en el evento principal de PFL Europea 3 enfrentándose a Jordan Zébo. Ganó la pelea por nocaut a solo nueve segundos del primer asalto.[cita requerida]

## Campeonatos y logros

### Kickboxing
- GLORY
  - Campeón de peso welter de Glory (Dos veces)

- Asociación Mundial de Organizaciones de Kickboxing
  - WAKO Pro World K-1 Rules Campeón de peso mediano –75.0 kg

- Asociación Mundial de Kickboxing
  - Campeón de Europa de la Asociación Mundial de Kickboxing
  - Campeón mundial de la Asociación Mundial de Kickboxing

## Récord profesional

### Artes marciales mixtas
| Récord profesional | Récord profesional | Récord profesional |
| 7 peleas           | 6 victorias        | 1 derrotas         |
| ------------------ | ------------------ | ------------------ |
| Nocaut             | 6                  | 1                  |

| Resultado | Récord | Oponente                      | Método                      | Evento                                                | Fecha                    | Ronda | Tiempo | Localización | Notas      |
| --------- | ------ | ----------------------------- | --------------------------- | ----------------------------------------------------- | ------------------------ | ----- | ------ | ------------ | ---------- |
| Victoria  | 6-1    | Jaleel Willis                 | TKO (puñetazos)             | Bellator Champions Series Paris - Mix vs. Magomedov 2 | 17 de mayo de 2024       | 1     | 3:33   | Paris        |            |
| Derrota   | 5-1    | Baissangour Chamsoudinov      | KO (lesión el dedo del pie) | PFL Europe 1: 2024 Regular Season                     | 7 de marzo de 2024       | 3     | 1:21   | Paris        |            |
| Victoria  | 5-0    | Jordan Zébo                   | KO (puñetazo)               | PFL Europe 3                                          | 30 de septiembre de 2023 | 1     | 0:09   | Paris        |            |
| Victoria  | 4-0    | Paweł Klimas                  | TKO (golpes)                | MMA Grand Prix: Paris                                 | 4 de marzo de 2023       | 2     | 2:56   | Paris        |            |
| Victoria  | 3-0    | Florent Burillon              | KO (golpes)                 | MMA Grand Prix: Bordeaux                              | 17 de diciembre de 2022  | 1     | 4:27   | Bordeaux     |            |
| Victoria  | 2-0    | Phruethukorn Chaichongcharden | TKO (paro médico)           | MMA Grand Prix: Fight of Fame                         | 9 de julio de 2022       | 2     | 5:00   | Paris        |            |
| Victoria  | 1-0    | Arbi Emiev                    | TKO (golpes)                | Superkombat Universe                                  | 1 de noviembre de 2021   | 1     | 4:40   | Dubai        | Debut MMA. |